# Ii Naoaki
Ii Naoaki est un nom japonais traditionnel ; le nom de famille (ou le nom d'école), Li, précède donc le prénom (ou le nom d'artiste).
Ii Naoaki, né à Hikone le 7 juillet 1794 et mort dans la même ville le 4 novembre 1850, était le quatorzième seigneur féodal du domaine de Hikone. Il fut également tairō du shogunat Tokugawa, ainsi que le frère aîné de Li Naosuke.

## Biographie
Né à Edo le 7 juillet 1794, il est le troisième fils du treizième seigneur féodal de Hikone, Li Naonaka.
En 1835, il est nommé Tairō. Cependant, il démissionne le 15 mai 1841, dans un contexte d'instabilité politique liée à l'épuration de la faction Ienari, menée conjointement par le shogun Tokugawa Ieyoshi et par le rōjū Mizuno Tadakuni.
À son retour sur ses terres, il décide d'acquérir en grand nombre des livres étrangers et d'attirer à lui des érudits formés aux sciences hollandaises, mais il est vivement critiqué par les seigneurs féodaux réactionnaires. Il fut un mécène de Kunitomo Ikkansai, qui inventa le premier télescope réflecteur en 1831 et conçut également des fusils à air comprimé en s'inspirant des armes néerlandaises.
Le shogun lui demande ensuite d'améliorer la défense des côtes de la province de Sagami. Il cherche à former une armée de style occidental, et oppose une vive résistance aux pressions exercées par les grandes puissances occidentales qui cherchent à ouvrir le pays au commerce. Il jouait lui-même du gagaku et était également un collectionneur d'instruments de musique.
Il n'eut pas d'enfant biologique et mourut à Hikone le 4 novembre 1850.